# Vincent Schiavelli
Vincent Andrew Schiavelli (Brooklyn, 11 de novembro de 1948 — Polizzi Generosa, 26 de dezembro de 2005) foi um ator americano célebre por seu papel no filme Ghost como o fantasma do metrô e como Frederickson no filme Um Estranho no Ninho. Ficou famoso também por sua atuação no filme 007 - O Amanhã Nunca Morre como Dr. Kaufman. Schiavelli possuía a Síndrome de Marfan.

## Morte
Schiavelli morreu de câncer de pulmão em 26 de dezembro de 2005, 57 anos, em sua casa em Polizzi Generosa, a cidade siciliana onde seu avô nasceu, e sobre o qual ele escreveu em seu livro em 2002 muitas coisas bonitas: Histórias e Receitas de Polizzi Generosa.

## Filmografia
| Ano  | Filme                           | Personagem                   |
| 1971 | Youth Without Hopr              |                              |
| 1975 | One Flew Over the Cuckoo's Nest | Frederickson                 |
| 1976 | Next Stop, Greenwich Village    |                              |
| 1981 | Guerra Entre Gangsters          | Gurrah Shapiro               |
| 1984 | Amadeus                         | Mayordomo de Salieri         |
| 1989 | Valmont                         | Jean                         |
| 1990 | Ghost                           | Fantasma do Metrô            |
| 1992 | Batman Returns                  | Assistente do Pinguim        |
| 1996 | The People vs. Larry Flynt      | Chester                      |
| 1997 | 007 O Amanhã Nunca Morre        | Dr. Kaufman                  |
| 1999 | Man on the Moon                 | Maynard Smith                |
| 2001 | Branca de Neve                  | Quarta-Feira, o anão amarelo |
| 2002 | Death to Smoochy                | Buggy Ding Dong              |